# Aldo Fabrizi
Aldo Fabrizi (Roma, 1 de novembro de 1905 — Roma, 2 de abril de 1990) foi um ator italiano e diretor de cinema e teatro.

## Filmografia

### Ator
- Avanti, c'è posto... - Mario Bonnard (script) (1942)
- Campo de' fiori - Mario Bonnard (script) (1943)
- L'ultima carrozzella - Mario Mattoli (script) (1943)
- Circo equestre Za-Bum (episódios Dalla finestra e Il postino) - Mario Mattoli (1944)
- Roma città aperta - Roberto Rossellini (1945)
- Mio figlio professore - Renato Castellani (script) (1946)
- Vivere in pace - Luigi Zampa (script) (1946)
- Il delitto di Giovanni Episcopo - Alberto Lattuada (script) (1947)
- Natale al campo 119 - Pietro Francisci (script) (1947)
- Tombolo, paradiso nero - Giorgio Ferroni (1947)
- Emigrantes - Aldo Fabrizi (1948)
- Antonio di Padova - Pietro Francisci (1949)
- Benvenuto, reverendo! - Aldo Fabrizi (1949)
- Vita da cani - Steno & Mario Monicelli (script) (1950)
- Prima comunione - Alessandro Blasetti (1950)
- Tre passi a Nord (Three steps North) - William Lee Wilder (1950)
- Francesco, giullare di Dio - Roberto Rossellini (1950)
- Parigi è sempre Parigi - Luciano Emmer (1951)
- Signori, in carrozza! - Luigi Zampa (1951)
- La famiglia Passaguai - Aldo Fabrizi (1951)
- Guardie e ladri - Steno & Mario Monicelli (script) (1951)
- Cameriera bella presenza offresi... - Giorgio Pàstina (1951)
- Fiorenzo il terzo uomo - Stefano Canzio (cameo) (1951)
- Altri tempi (episódio Il carrettino dei libri vecchi) - Alessandro Blasetti (1952)
- La famiglia Passaguai fa fortuna - Aldo Fabrizi (1952)
- Cinque poveri in automobile - Mario Mattoli (script) (1952)
- Papà diventa mamma - Aldo Fabrizi (1952)
- La voce del silenzio - Georg Wilhelm Pabst (1952)
- Una di quelle - Aldo Fabrizi (1953)
- L'età dell'amore - Lionello De Felice (1953)
- Siamo tutti inquilini - Mario Mattoli (1953)
- Cose da pazzi - Georg Wilhelm Pabst (1953)
- Cento anni d'amore (episódio Garibaldina) - Lionello De Felice (1953)
- Questa è la vita (episódio Marsina stretta) - Aldo Fabrizi (1954)
- Cafè Chantant - Camillo Mastrocinque (1954)
- Hanno rubato un tram - Aldo Fabrizi (1954)
- Accadde al penitenziario - Giorgio Bianchi (1955)
- Carosello di varietà - Aldo Quinti & Aldo Bonaldi (1955)
- Io piaccio - Giorgio Bianchi (1955)
- I due compari - Carlo Borghesio (script) (1955)
- Donatella - Mario Monicelli (1956)
- I pappagalli - Bruno Paolinelli (1956)
- Un po' di cielo - Giorgio Moser (1956)
- Guardia, guardia scelta, brigadiere e maresciallo - Mauro Bolognini (1956)
- Festa di maggio (Premier mai) - Luis Saslavsky (1957)
- Il maestro - Aldo Fabrizi (1957)
- I prepotenti - Mario Amendola (script) (1958)
- Prepotenti più di prima - Mario Mattoli (script) (1959)
- Ferdinando I re di Napoli - Gianni Franciolini (1959)
- I tartassati - Steno (script) (1959)
- Un militare e mezzo - Steno (script) (1959)
- La sposa bella (The angel wore red) - Nunnally Johnson (1960)
- Totò, Fabrizi e i giovani d'oggi - Mario Mattoli (1960)
- Fra' Manisco cerca guai - Armando William Tamburella (1960)
- Gerarchi si muore - Giorgio Simonelli (1961)
- Le meraviglie di Aladino - Mario Bava (1961)
- Twist, lolite e vitelloni - Marino Girolami (1962)
- I quattro monaci - Carlo Ludovico Bragaglia (1962)
- Gli italiani e le donne (episódio Chi la fa, l'aspetti) de Marino Girolami (1962)
- Il giorno più corto - Sergio Corbucci (cameo) (1963)
- Totò contro i quattro - Steno (1963)
- I quattro moschettieri - Carlo Ludovico Bragaglia (1963)
- I quattro tassisti (episódio L'uomo in bleu) - Giorgio Bianchi (1963)
- Das feuerschiff - Ladislao Vajda (na Alemanha) (1963)
- Made in Italy - Nanni Loy (1965)
- Sette monaci d'oro - Marino Girolami (1966)
- Tre morsi nella mela - Alvin Ganzer (1967)
- Cose di Cosa Nostra - Steno (script) (1970)
- La Tosca - Luigi Magni (1973)
- C'eravamo tanto amati - Ettore Scola (1974)
- I baroni - Giampaolo Lomi (1975)
- Nerone - Mario Castellacci & Pier Francesco Pingitore (1977)
- Il ginecologo della mutua - Aristide Massaccesi (1977)
- Giovanni Senzapensieri - Marco Colli (1985)

### Cineasta
- Emigrantes (também script) (1948)
- Benvenuto, reverendo! (produtor e script) (1949)
- La famiglia Passaguai (produtor e script) (1951)
- La famiglia Passaguai fa fortuna (produtor e script) (1951)
- Papà diventa mamma (produtor e script) (1952)
- Una di quelle (produtor e script) (1953)
- Questa è la vita (episódio Marsina stretta, também script) (1954)
- Hanno rubato un tram (script) (1954)
- Il maestro (também script) (1957)